# リプロキレート
株式会社リプロキレートは、化粧品の製造や販売を中心とする企業である。
スキンケア製品を販売している。
高価格帯の商品でスーパーやドラッグストアに商品を卸さず、独自流通で商品を販売している。